# Kieth O'dor
Kieth O'dor (Salisbury, 5 aprile 1962 – Berlino, 11 settembre 1995) è stato un pilota automobilistico britannico che ha gareggiato principalmente in auto da turismo.

## Palmarès[1][2]
- Vincitore della sua clesse nella 24 Ore di Spa: 1990, e 1991[3]
- 1991: 17° British Touring Car Championship
- 1992: 12° British Touring Car Championship
- 1993: 6° British Touring Car Championship
- 1994: 16° British Touring Car Championship
- 1995: 10° Super Tourenwagen Cup

### British Touring Car Championship
| Anno | Team                    | Auto               | 1       | 2        | 3         | 4       | 5       | 6        | 7       | 8        | 9        | 10       | 11        | 12        | 13       | 14       | 15      | 16       | 17       | 18       | 19        | 20       | 21       | Pos | Punti |
| ---- | ----------------------- | ------------------ | ------- | -------- | --------- | ------- | ------- | -------- | ------- | -------- | -------- | -------- | --------- | --------- | -------- | -------- | ------- | -------- | -------- | -------- | --------- | -------- | -------- | --- | ----- |
| 1991 | Nissan Janspeed Racing  | Nissan Primera eGT | SIL     | SNE Rit  | DON Rit   | THR 11  | SIL 13  | BRH 15   | SIL Rit | DON 1 10 | DON 2 8  | OUL 10   | BRH 1 Rit | BRH 2 Rit | DON 9    | THR 6    | SIL 11  |          |          |          |           |          |          | 17º | 10    |
| 1992 | Nissan Janspeed Racing  | Nissan Primera eGT | SIL 6   | THR 15   | OUL 12    | SNE Rit | BRH 7   | DON 1 16 | DON 2 8 | SIL 10   | KNO 1 10 | KNO 2 7  | PEM 9     | BRH 1 10  | BRH 2 8  | DON Rit  | SIL Rit |          |          |          |           |          |          | 12º | 17    |
| 1993 | Nissan Castrol Racing   | Nissan Primera eGT | SIL Rit | DON 5    | SNE NP    | DON 9   | OUL 4   | BRH 1 2  | BRH 2   | PEM 5    | SIL 1    | KNO 1 7  | KNO 2 11  | OUL 10    | BRH 5    | THR 11   | DON 1 8 | DON 2 11 | SIL 11   |          |           |          |          | 6º  | 82    |
| 1994 | Old Spice Nissan Racing | Nissan Primera eGT | THR 9   | BRH 1 11 | BRH 2 Rit | SNE 4   | SIL 1 8 | SIL 2 NP | OUL 11  | DON 1 13 | DON 2 12 | BRH 1 12 | BRH 2 13  | SIL NP    | KNO 1 14 | KNO 2 14 | OUL 10  | BRH 1 16 | BRH 2 NP | SIL 1 11 | SIL 2 Rit | DON 1 22 | DON 2 18 | 16º | 16    |

### Super Tourenwagen Cup
| Anno | Team                  | Auto               | 1       | 2       | 3        | 4       | 5        | 6       | 7       | 8       | 9       | 10      | 11        | 12       | 13    | 14        | 15    | 16    | Pos | Punti |
| ---- | --------------------- | ------------------ | ------- | ------- | -------- | ------- | -------- | ------- | ------- | ------- | ------- | ------- | --------- | -------- | ----- | --------- | ----- | ----- | --- | ----- |
| 1995 | Nissan Primera Racing | Nissan Primera eGT | ZOL 1 9 | ZOL 2 7 | SPA 1 10 | SPA 2 9 | ÖST 1 12 | ÖST 2 7 | HOC 1 8 | HOC 2 7 | NÜR 1 6 | NÜR 2 5 | SAL 1 Rit | SAL 2 NP | AVU 1 | AVU 2 16† | NÜR 1 | NÜR 2 | 10º | 225   |

† I piloti non terminarono la gara, ma dato che avevano corso il 90% della distanza, gli vennero assegnati metà punti.